# Theologische Realenzyklopädie
La Theologische Realenzyklopädie, abbreviata come TRE o ThRE, è il più ponderoso progetto editoriale in lingua tedesca, concepito fra la fine del XIX secolo e l'inizio del XX nell'ambito della teologia e degli studi religiosi.

## Storia

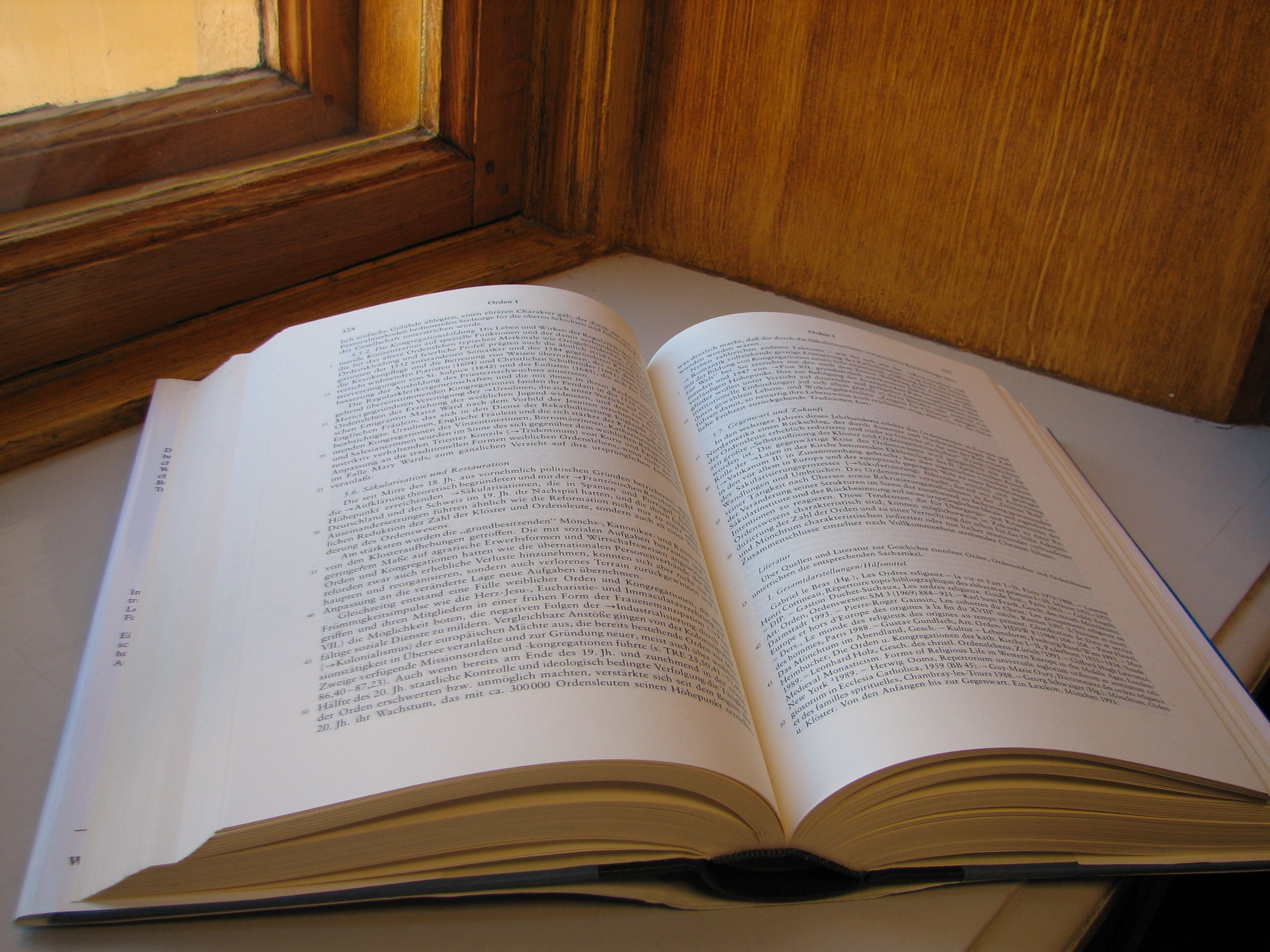
Uno dei tomi della TRE

La serie fu pubblicata in 36 volumi dalla casa editrice Walter de Gruyter, negli anni dal 1977 al settembre 2004. Le sue voci specialistiche e molto particolareggiate furono derivate dalla terza edizione della Realenzyklopädie für protestantische Theologie und Kirche, data alle stampe a Lipsia dal 1896 al 1913. A differenza di quest'ultima, le questioni teologiche sono trattate secondo una più ampia e completa prospettiva ecumenica, anziché dal solo punto di vista della Riforma protestante.
La TRE fu curata da un gruppo di quattordici redattori coordinati dall'ex vescovo evangelico di Braunschweig e storico della chiesa Gerhard Müller (che si era stabilito a Erlangen) e dall'ex docente di teologia pratica Gerhard Krause che interagiva da Bonn). Müller si fermò al volume 12, edito nel 1984.

## Contenuto
- Parte I (volumi 1-17), finita di pubblicare nel 1993, per un totale di 13.602 pagine;
- Parte II (volumi 18-27), finita di pubblicare nel 2000, per un totale di 8.175 pagine;
- Parte III (volumi 28–36), finita di pubblicare nel 2006, composta da complessive 7.361 pagine.

Indici
- Register zu Band 1–17. De Gruyter, Berlino, 1990 (229 p.)
- Claus-Jürgen Thornton, Register zu Band 1–27. De Gruyter, Berlin 1998 (504 p.)
- Gesamtregister. 2 voll., De Gruyter, Berlino, 2010, ISBN 978-3-11-020803-0 (1667 pp.)

Oltre alla più costosa edizione in mezza pelle, esiste un'altra edizione in brossura, a stampa e a fascicoli, di dimensione ridotta e realizzata su un supporto cartaceo di qualità inferiore.